# 林功三
林 功三（はやし こうぞう、1928年12月6日 - 2007年12月16日）は、日本のドイツ文学者。京都大学名誉教授。専門は、ドイツ文化、社会史、ナチス研究。

## 略歴
長野県岡谷市出身。長野県諏訪中学校（現・長野県諏訪清陵高等学校）を経て、1954年京都大学文学部独文科卒業。同大学教養部助教授を経て、同大学教授。1992年定年退官、同大学名誉教授、京都産業大学教授。市民団体「『心の教育』はいらない！市民会議」代表。

## 翻訳
- 『沈黙は嘘 暴露された東独スターリン主義』ヴァルター・ヤンカ 平凡社 1990年
- 『ダッハウ収容所のゲーテ』ニコ・ロスト 未来社 1991年
- 『人間の価値 1918年から1945年までのドイツの医学』クリスチアン・プロス、ゲッツ・アリ編 風行社 1993年
- 『SS国家 ドイツ強制収容所のシステム』E.コーゴン ミネルヴァ書房 2001年
- 『議論された過去 ナチズムに関する事実と論争』ヴォルフガング・ヴィッパーマン 柴田敬二共訳 未來社 2005年
- 『ヤーコプ・リットナーの穴蔵の手記』ヴォルフガング・ケッペン 近代文芸社 2007年